# 接受圣痕的圣弗朗西斯

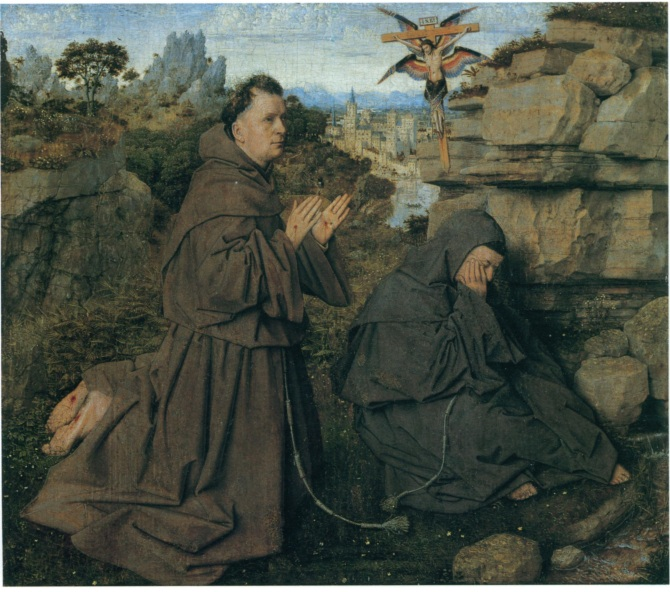
接受圣痕的圣弗朗西斯（或亚西西的圣方济各），画于约1430－1432年。年，29.3 厘米 x 33.4 厘米（11.5 英寸 x 13.1 英寸），薩包達美術館，都灵，意大利

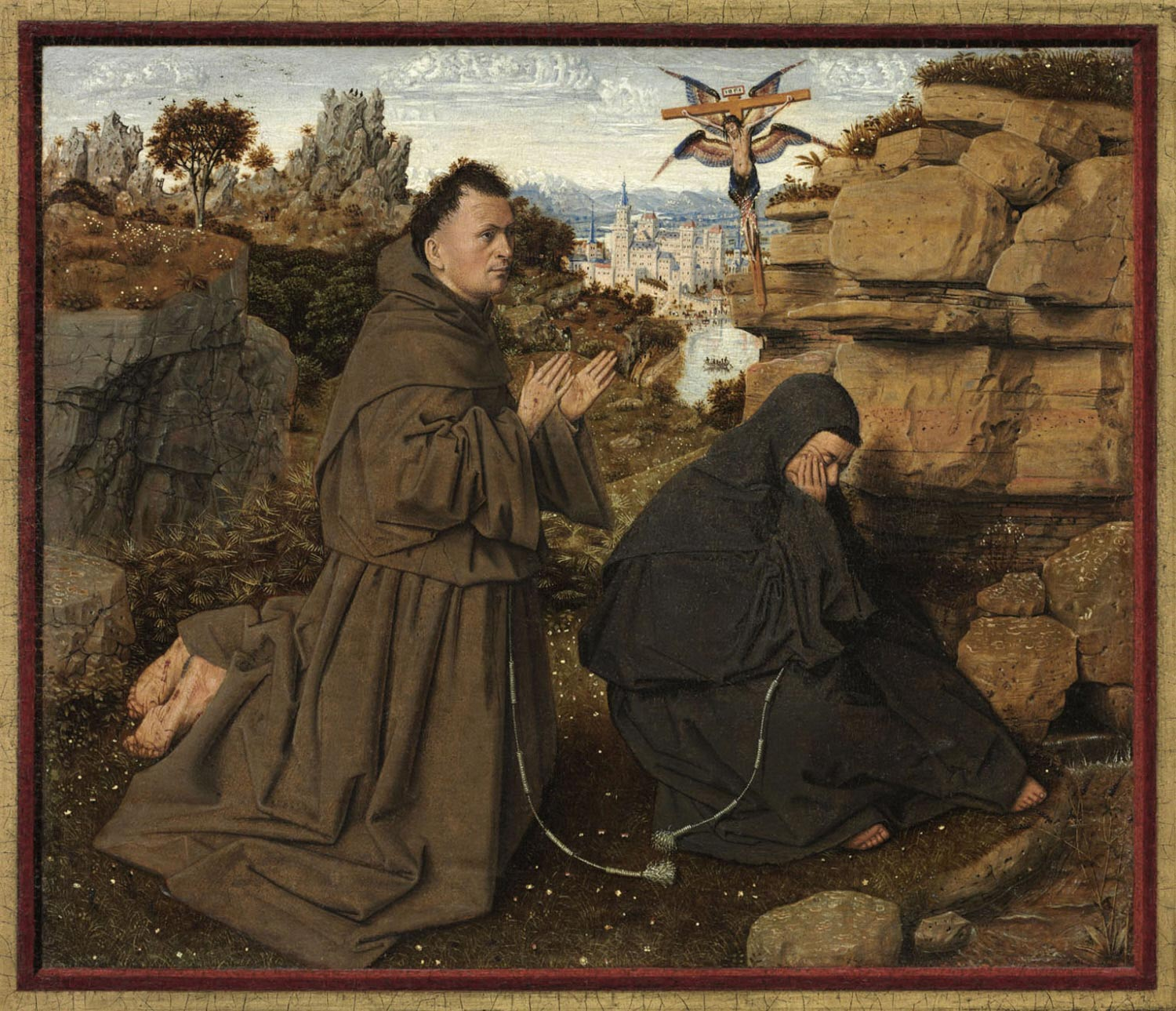
接受圣痕的圣弗朗西斯（或亚西西的圣方济各），画于约1430－1432年，12.7 厘米 x 14.6 厘米（5.0 英寸 x 5.7 英寸），费城艺术博物馆，费城，宾夕法尼亚州，美国

“接受圣痕的圣弗朗西斯（或亚西西的圣方济各）”同时指代两幅创作于1428至1432年间的无名画。艺术史学家一般将这两幅画归于弗兰德画家，扬·范·艾克之手。虽然尺寸有所不同，这两幅板面油画几乎完全相同。两幅画尺寸都不大，大幅作品约莫29.3厘米乘33.4厘米，现藏于意大利都灵市的薩包達美術館，小幅作品尺寸为12.7厘米乘14.6厘米，现藏于美国宾夕法尼亚州的费城艺术博物馆。在1470年记录的Anselme Adornes（ 1424－1483，布吕赫商人）的遗嘱中可以找到最早的相关文献记载。据记载，他可能曾经拥有这两幅画。自19世纪至20世纪中，大多数学者倾向于将这两幅画看作是扬·范·艾克的学徒或追随者根据扬·范·艾克的底稿设计绘成的。
画作展示了亚西西的圣方济各（Saint Francis of Assisi）一生中最著名的事件：双膝跪于石头边，于他自己的手掌与脚掌上接受钉于十字架上耶稣基督的圣痕。圣方济各身后是细节具备的岩石和风景，似乎将圣方济置于次要地位。而此种对圣方济的画面处理是第一次在北方文艺复兴艺术中出现。学者大多根据风格和质量确定此画是扬·范·艾克的手笔。另外，在西班牙马德里的普拉多博物馆还有一幅类似油画，但其明暗对比及整体设计都相较前两者逊色许多。
1983至1989年间，这两幅画都被技术检测过，并且经历较大的清理与修复工程。技术分析表明费城的圣方济各画作的木板本身与另两幅扬·范·艾克手笔来自同一棵树，而意大利的圣方济各画作表面颜料之下的底稿确是扬·范·艾克独特的风格。这两幅画最终于1998年在费城艺术博物馆的一次“认识扬·范·艾克 （页面存档备份，存于）”的展览中聚首。现在学界公认这两幅画均出自统一画家之手。

## 画作收藏历史及来源
两幅画作可能曾归（现比利时）布吕赫的Adornes家族所有。该家族的Anselme Adornes于1470年作成的遗书在1860年被发现。遗书中提到，在他即将踏上前往耶路撒冷的朝圣之路前，他将两幅扬·范·艾克的画作留给他两个在女修道院休息的女儿。 据他描述，其中一幅画是“出于扬·范·艾克之手的圣弗朗西斯肖像（“een tavereele daerinne dat Sint-Franssen in portrature van meester Ians handt van Heyck ghemaect staet”）。

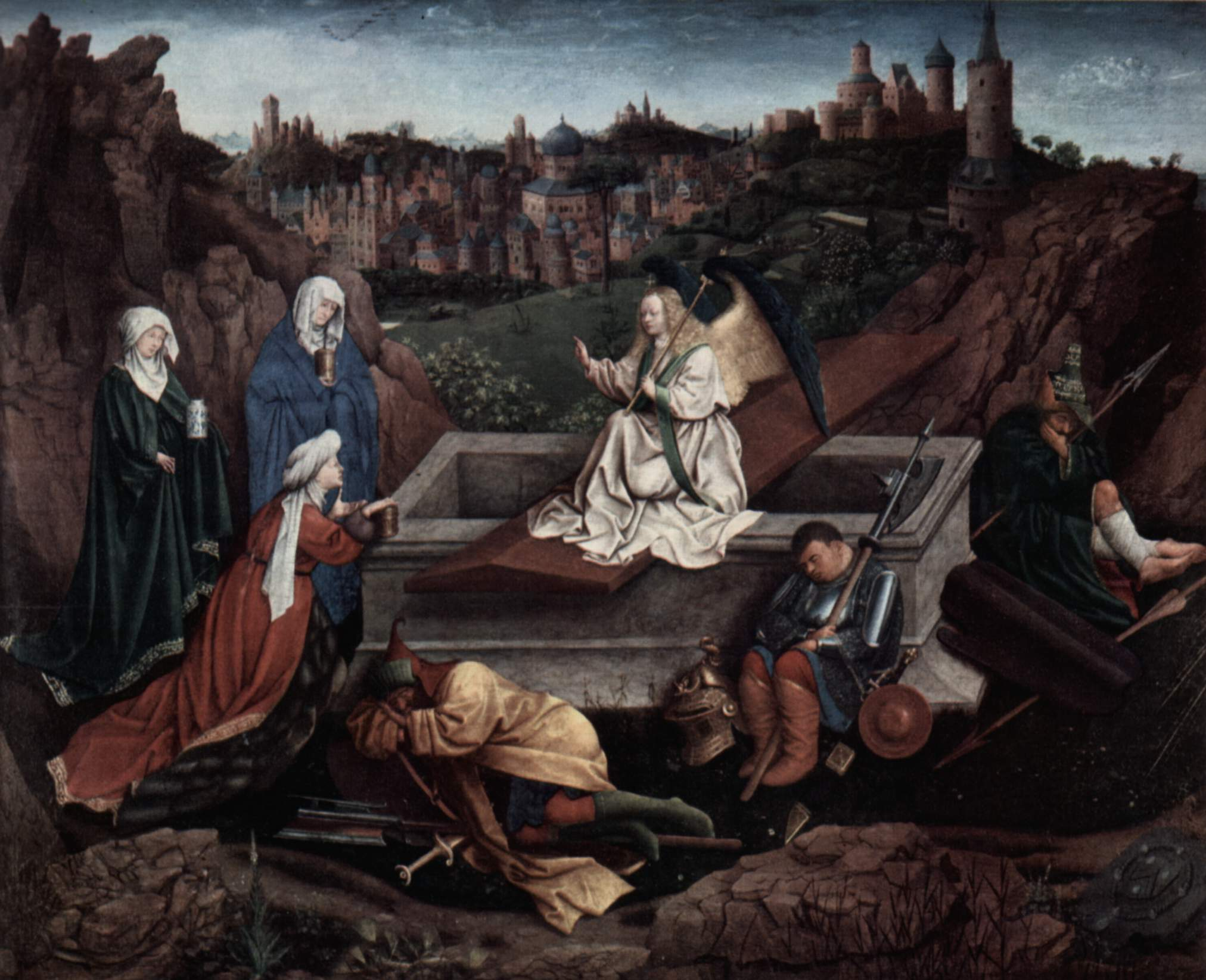
三个玛丽在耶稣基督的坟墓，休伯特·范·艾克，作于1410-28年间

Anselme也许从他的父亲彼特（Pieter）或者叔叔雅各布（Jacob）处继承了这两幅画。彼特和雅各布五十年前曾经去往耶路撒冷朝圣。两兄弟于1427年或1428年回到根特以后，共同资助了布吕赫市依照耶路撒冷“圣墓教堂”（Church of the Holy Sepulchre）而建的布吕赫耶路撒冷礼拜堂（Jerusalem chapel 或 Jeruzalemkapel Brugge）。也许为了纪念两人的朝圣之路，他们从扬·范·艾克处定制了这两幅“接受圣痕的圣弗朗西斯，”就像休伯特·范·艾克的“三个玛丽在耶稣基督的坟墓”是为了纪念一次成功的朝圣而定制绘成。另有一种观点认为他们定制了这两幅小型的板面油画作为轻便的信仰之物带上他们的朝圣之路。这类行为并不少见。经常在外巡游的菲利普三世 (勃艮第) 就常备有一件祭坛画作为个人信仰之物随身携带。1428年，菲利普三世更耐人寻味地要求扬·范·艾克为他绘制了两幅相似的葡萄牙伊莎贝拉（Isabella of Portugal）定亲肖像画，为了保证至少有一幅画作能从他的葡萄牙之旅中幸存。这也许被彼特和雅各布当作先例也而效仿。 现在几乎可以认定Anselme在1470的朝圣之旅中把小的那幅圣方济带在身边，并在意大利，特别是佛罗伦萨，被众人争相模仿。15世纪70年代初，佛罗伦萨艺术家桑德罗·波提切利，安德烈·德尔·委罗基奥，菲利皮诺·利皮以及乔瓦尼·贝利尼 都曾绘制过各种版本的“接受圣痕的圣弗朗西斯”，特别是对于背景里岩石的处理，表现手法如出一辙。
The technical investigations Butler conducted during her tenure resulted in worldwide collaborations and three publications. The culmination of the research came in 1998 with an exhibition at the Philadelphia Museum of Art. 展览规模很小，有限的几幅油画和手稿中其中只有两幅画确认出自扬·范·艾克之手：美国华盛顿特区国家艺廊收藏的“圣母领报”（Annunciation），以及借自安特卫普的“圣芭芭拉”（Saint Barbara）。两幅“圣克里斯托夫”（Saint Christopher），分藏于卢浮宫和费城，则被认为出自扬·范·艾克作坊成员之手。 而克利夫兰美术馆的“风景中的施洗者圣约翰”（John the Baptist in the Landscape）则是扬·范·艾克追随者的作品。 The Philadelphia and Turin Saint Francis paintings were both on display, reunited for probably the first time since the 15th century.

## The panels

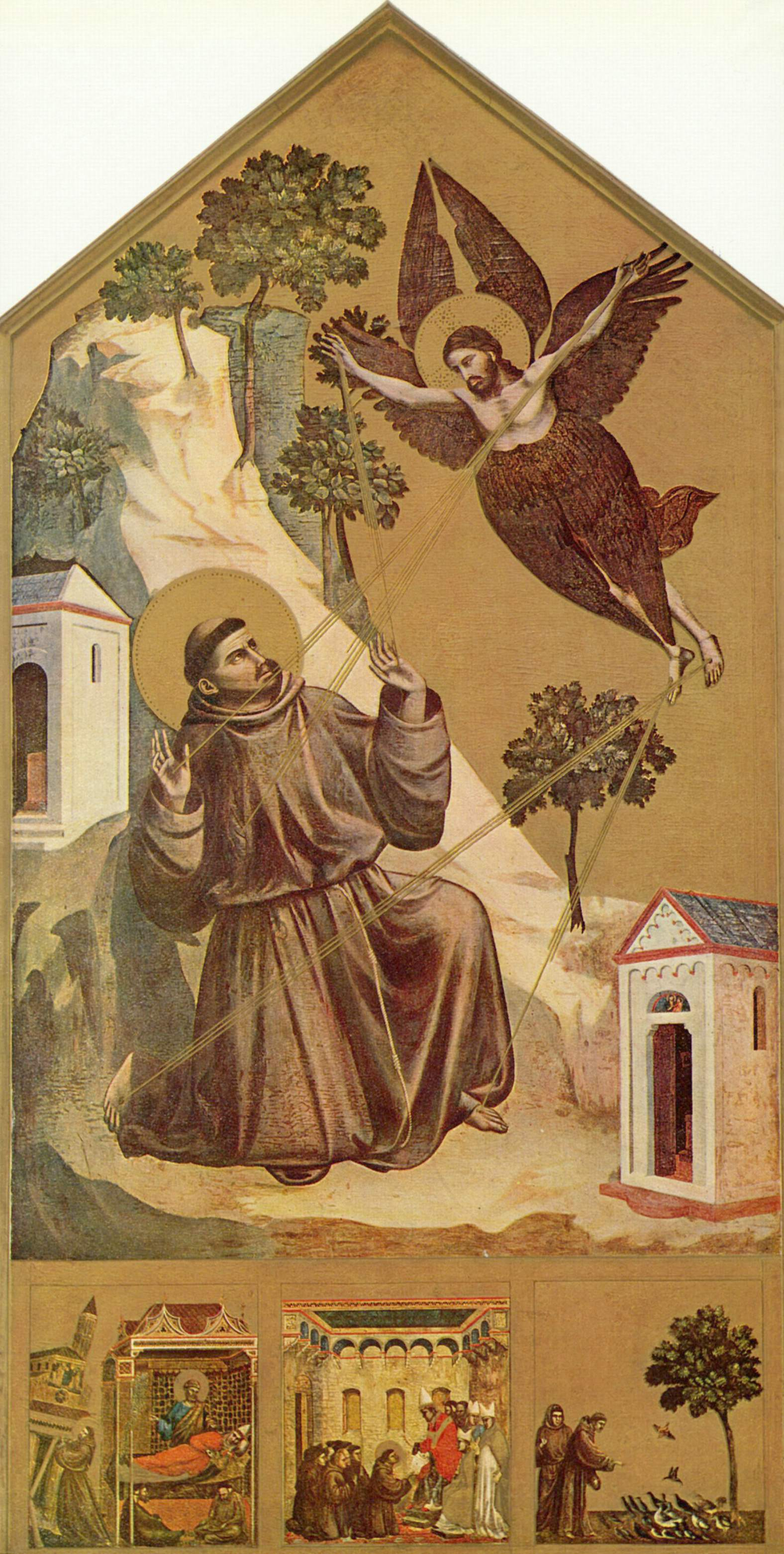
接受圣痕的圣弗朗西斯，喬托·迪·邦多納绘于约1295–1300年，现藏于巴黎卢浮宫

### 风景

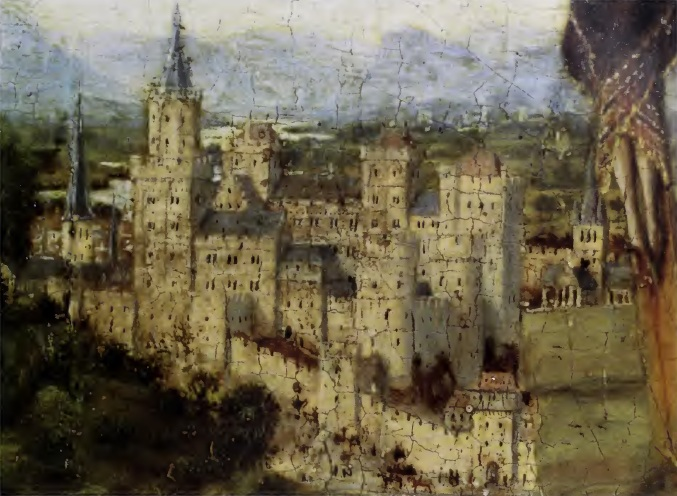
城市景观细节（藏于意大利都灵一画）

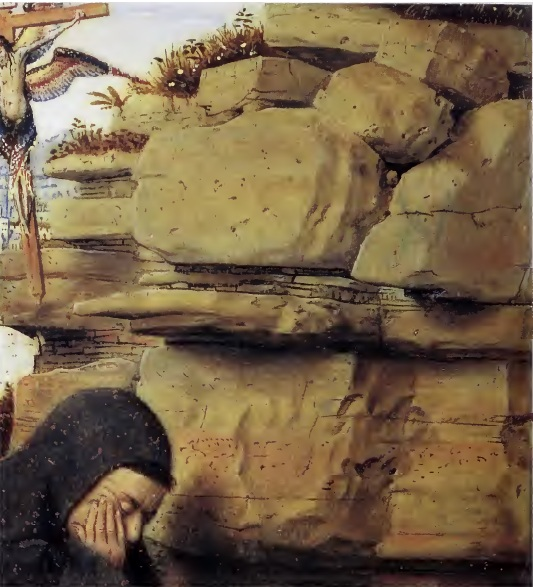
Detail showing layers of detached limestone boulders (费城艺术博物馆版本)

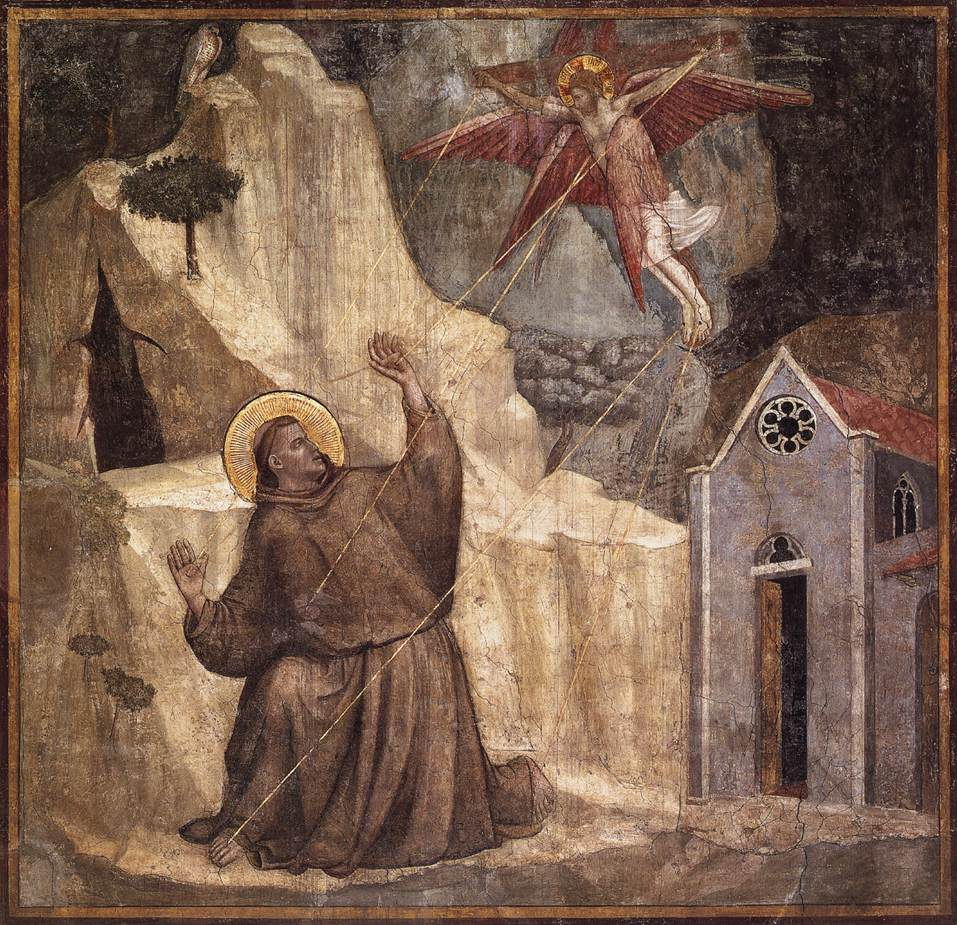
接受圣痕的圣弗朗西斯，壁画，乔托·迪·邦多纳，绘于约14世纪20年代

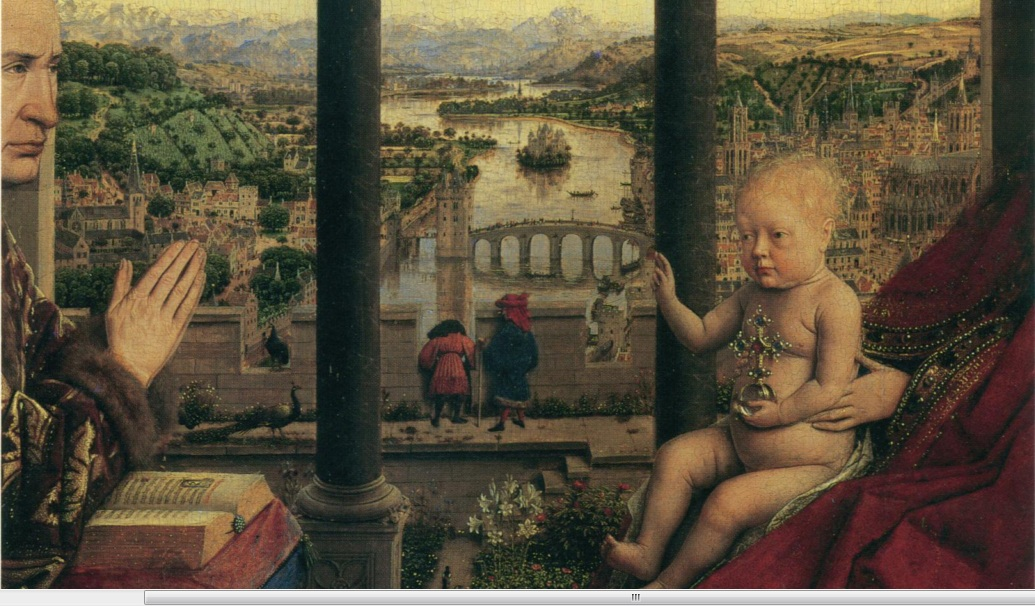
圣母与罗林大臣（细节），扬·范·艾克，绘于约1435年

Butler found the structure and details of the two paintings to be almost identical. The individual components matched "quite precisely", but were slightly off register, raising questions as to whether one was copied from the other. The Turin painting has a simpler paint structure than the other, more extensive underdrawing, and finer pigment particles, and the colours differ. The stones in the Philadelphia painting are darker and more orange than the predominantly grey hues of the Turin rocks. The greenery in the Philadelphia version shows more discolouration than in the other. Under magnification the paintings' brush strokes are near identical, particularly in the rendering of the clouds.